# Ignacio Rodríguez Iturbe
Ignacio Rodríguez Iturbe (Venezuela, 1942-29 de septiembre de 2022) fue un hidrólogo venezolano-estadounidense. Trabajó como profesor universitario distinguido James S. McDonnell en la Universidad de Princeton.

## Carrera
Se graduó de la Universidad del Zulia como ingeniero civil e hizo estudios de posgrados en Caltech, consiguiendo su PhD en Colorado State University en 1967. Rodríguez Iturbe enseñó en varias universidades, incluyendo la Universidad del Zulia, MIT, Texas A&M y la Universidad de Iowa. También enseñó por veinte años en la Universidad Simón Bolívar.
Fue miembro del Comité Nacional de Estados Unidos para el International Institute for Applied Systems Analysis desde 2004. En 2008, recibió un reconocimiento especial del Consejo Cultural Mundial.

## Honores
- 1998 - Galardonado con la Medalla Robert E. Horton.
- 2002 - Galardonado con el Premio de Agua de Estocolmo por su papel en el desarrollo de la hidrología como ciencia.
- 2009 - Galardonado con la Medalla William Bowie.
- 2010 - Electo como miembro de la Academia Nacional de Ciencias de Estados Unidos.[3]
- 2010 - Designado por el Papa Benedicto XVI para la Academia Pontificia de las Ciencias[4]
- 2011 - Doctor honoris causa de la Universidad de Cantabria [5].
- 2014 - Doctor honoris causa de la Universidad del Zulia.